# Delingen af Korea
Delingen af Korea fandt sted for mange år siden. Korea blev efter flere hændelser under og efter 2. verdenskrig inddelt i de to stater Sydkorea og Nordkorea. Landet blev delt ved den 38. breddegrad.
Delingen af Korea startede i 1945 ved den allierede sejr i 2. verdenskrig. Ved Japans kapitulation den 15. august 1945 blev også Korea under japansk overherredømme afsluttet efter 35 år. USA og Sovjetunionen aftalte mod slutningen af verdenskrigen midlertidigt at dele Korea i to okkupationszoner, hvor Sovjetunionen skulle kontrollere området nord for den 38. breddegrad, mens USA skulle kontrollere området i syd. Næsten alle koreanere var modstandere af en sådan deling, men måtte affinde sig med den.
Formålet med delingen og den midlertidige okkupation var at etablere en midlertidig koreansk myndighed.
Det endelige mål var etablering af en fri og uafhængig koreansk stat, som aftalt under Cairo-konferencen i 1943.
FN planlagde frie og uafhængige valg, men Sovjetunionen nægtede FN adgang til den nordlige zone, hvor man var i færd med at etablere en egen sovjetstøttet regering under ledelse af Kim Il-sung. I syd blev der afholdt FN-overvågede valg, som resulterede i valg af Syngman Rhee som landets første præsident.
Eftersom de to supermagter støttede hver sin leder for hver sin okkupationszone var i realiteten de to koreanske stater etablerede, hvilket yderligere blev cementeret, da Republikken Korea blev proklameret den 15. august 1948, mens Den demokratiske folkerepublik Korea blev etableret to uger senere, den 9. september.
Koreakrigen, som varede fra 1950 til 1953, cementerede delingen ved etablering af den koreanske demilitariserede zone, som er en 4 km bred zone, som deler Koreahalvøen fra øst til vest.
I 2000-tallet blev forholdet mellem de to stater noget bedre, blandt andet takket være den sydkoreanske præsident Kim Dae-jungs politiske initiativ, også kaldet for "solskinspolitikken".
Initiativerne blev trukket tilbage af den konservative præsident i Sydkorea fra 2008, Lee Myung-bak.

## Baggrund

### Japans kolonisering af Korea (1910–1945)
Da den russisk-japanske krig sluttede i 1905, blev Japans position i området væsentlig styrket, og Korea blev som en følge af dette i realiteten et japansk protektorat. Den endelige annekteringen skete i 1910.

### 2. verdenskrig (1939–45)
I november 1943 mødtes Franklin Roosevelt, Winston Churchill og Chiang Kai-shek under Cairo-konferencen for at diskutere hvad, der skulle ske med Japans kolonier efter krigen. De blev enige om, at landet skulle miste alle områder, som var taget med magt. I deklarationen efter konferencen blev Korea nævnt for første gang. De tre lederne erklærede, at Korea "med tiden" skulle blive frit og uafhængigt.
Koreanske nationalister, som ønskede umiddelbar uafhængighed, var misfornøjede med formuleringen "med tiden".

#### Sovjetunionens invasion af Manchuriet
Mod slutningen af 2. verdenskrig i august 1945 var de allierede lederne ikke enige om Koreas skæbne. Koreanere havde sine egne planer for den koreanske nation. Nogen af disse inkluderede en genbesættelse af Korea af udenlandske styrker. Efter den amerikanske atombombning af Hiroshima den 6. august 1945, invaderede sovjetiske soldater Manchuriet, hvilket Stalin og den nye amerikanske præsidenten Harry Truman var blevet enige om på Potsdamkonferencen i juli.
Den 10. august 1945 fik de to amerikanske officerer, Dean Rusk og Charles Bonesteel i opgave at fastsætte grænserne for den amerikanske okkupationszone i Korea. Opgaven kom brat, og de to var uforberedte. Ved hjælp af et kort fra National Geographic bestemte de sig for at sætte grænsen til 38. breddegrad. De valgte denne grænse, fordi den delte landet omtrent i to lige store dele samtidig, som hovedstaden Seoul kom under amerikansk kontrol. Ingen Korea-eksperter blev konsulterede, og de to officerer var derfor ikke klar over, at man 40 år tidligere havde haft en tilsvarende situation, hvor Rusland og Japan havde diskuteret mulighederne for at dele Korea mellem sig langs den samme grænse. Rusk har senere sagt, at han ville valgt en anden grænse, hvis han havde vist dette. Imidlertid blev denne grænsedragning skrevet ind i Generalordre nr. 1 som en del af administrationen af efterkrigs-Japan.
General Nobuyuki Abe var den sidste japanske generalguvernør af Korea. Han havde været i kontakt med flere indflydelsesrige koreanere siden starten af august 1945 for at forberede en koreansk magtovertagelse. Den 15. august 1945 accepterede Yuh Woon-hyung at overtage generalguvernørens styre og at lede forberedelserne for at etablere en ny nation. Yuh arbejdede hårdt for at etablere de nødvendige myndighedsorganer, og den 6. september 1945 samlede flere koreanske repræsentanter sig i Seoul, for at lægge grundlaget for den moderne koreanske nation. Yoh proklamerede den nye folkerepublik Korea og blev vicestatsminister. I oktober trak han sig efter pres fra USAs militære myndigheder, og organiserede der efter og blev leder af Koreas folkeparti.
Regeringen i Folkerepublikken Korea var domineret af politikere fra venstrefløjen, mange havde kæmpet mod den japanske kolonisering og identificerede sig med kommunisternes syn på imperialisme og kolonialisme.

## Efter 2. verdenskrig

### Sydlige Korea
Den 7. september 1945 gav general MacArthur generalløjtnant John R. Hodge opgaven med at administrere den amerikanske okkupationszone. Hodge gik i land i havnebyen Incheon sammen med sine militære styrker næste dag. Koreas eksilregering sendte en delegation på tre tolke, men Hodge ville ikke tale med dem. På denne måde afviste USA at anerkende både Folkerepublikken Korea og Koreas eksilregering.
Antikommunisten Syngman Rhee var flyttet tilbage til Korea efter flere årtier i eksil i USA. Han blev af amerikanerne anset som en acceptabel kandidat til at lede landet, efter som han blev opfattet som venlig indstillet over for USA. Rhee sørgede for, at myndighederne i syd gennemførte flere aktioner mod venstreorienterede, som greb til våben mod den amerikanske okkupationsstyrke, samt den politiske opposition. De næste år blev mellem 30.000 og 100.000 mennesker dræbt i kampen mod de venstreorienterede oprørere.
I august 1948 blev Syngman Rhee den første præsident i den nyetablerede stat Sydkorea. USA har haft militært nærvær i Sydkorea siden da.

### Nordlige Korea
I august 1945 organiserede koreanere folkekomitéer som afdelinger af Komitéen for forberedelse af koreansk uafhængighed. Den sovjetiske hær tillod disse komitéer, fordi de var venligt indstillede over for Sovjetunionen men valgte alligevel at etablere en egen sovjetisk civil myndighed for at centralisere de uafhængige komitéer. Yderligere komitéer blev organiserede med kommunister i de ledende positioner. I marts 1946 tog Kim Il-sung initiativ til en jordreform. Jord fra japanske ejere samt fra koreanere, som havde samarbejdet med japanerne, blev delt ud til fattige bønder.
Organiseringen af de mange fattige i de nye folkekomitéer brød den gamle kontrol, som de tidligere jordejere havde haft. Jordejere fik kun lov til at beholde et areal, som var lige så stort som alle andre fik tildelt. Jordreformen var mindre voldelig end tilsvarende i Folkerepublikken Kina eller i Vietnam. Ifølge officielle amerikanske kilder blev tidligere landsbyledere frataget al politisk magt uden at det førte til blodsudgydelse, men der blev også taget grundige forholdsregler for at hindre dem i at tage magten tilbage.
Dette var populært blandt de fattige bønder men førte samtidig til, at mange tidligere jordejere og kollaboratører flygtede til syd, hvor enkelte fik positioner i det nye sydkoreanske statsapparat. Militære amerikanske kilder mener, at 400.000 nordkoreanere flygtede sydpå.
Vigtige industribedrifter blev nationaliserede. Den økonomiske situation var lige vanskelig i nord og i syd. Den japanske okkupationsmagt havde lagt landbrugsproduktionen i syd og industriproduktionen i landets nordlige del.
I februar 1946 blev en midlertidig regering, kaldet for Den nordkoreanske midlertidige folkekomité etableret under ledelse af Kim Il-sung. Kim havde opholdt sig i flere år i Sovjetunionen og fik der oplæring sammen med sovjetiske styrker i Manchuriet. Internt var der flere konflikter og magtkampe i den midlertidige ledelse i Pyongyang i takt med, at flere aktører manøvrerede for at skaffe sig positioner og magt i den nye ledelse.
På lavere niveau angreb folkekomitéerne åbent påståede kollaboratører og jordejere, og flere blev dræbt. Det var blandt disse marodører rundt om i landet, at Kim kunne samle nok støtte til at kunne blive Nordkoreas nye leder efter, at de sovjetiske styrker trak sig ud i 1948.

### Valg og FN's involvering
Mistanke og mistillid voksede stadig mellem USA og Sovjetunionen. De to stormagter kunne ikke enes om hvordan, den nye koreanske regering skulle organiseres. USA bragte det koreanske spørgsmål for FN i efteråret 1947. Sovjetunionen på sin side modsatte sig FN's involvering.
Den 14. november 1947 vedtog FN's generalforsamling en resolution, hvor det blev slået fast, at frie og uafhængige valg skulle afholdes, udenlandske styrker skulle trækkes tilbage, og en FN-kommission (United Nations Temporary Commission on Korea) for Korea skulle etableres. Sovjetunionen boykottede mødet og anså resolutionen som ikke-bindende. I april 1948 blev der organiseret en konference for repræsentanter fra begge sider af den 38. breddegrad i Pyongyang. Den gav ingen resultat, og Sovjetunionen valgte at boykotte de FN-overvågede valg, som derfor kun blev afholdt i syd.
Den 10. maj 1948 blev der afholdt parlamentsvalg i Sydkorea. Syngman Rhee tog i 1947 til orde for, at der skulle afholdes valg, selv om FN ikke fik adgang til Nordkorea. Rhee så muligheden for at styrke sin egen position. Venstrefløjen boykottede valget, og Rhees parti vandt valget. Den 15. august 1948 blev Republikken Korea proklameret i Seoul og fik dermed også tildelt myndighedsansvaret fra de amerikanske militærmyndigheder. Den 9. september blev Den demokratiske folkerepublik Korea proklameret i nord, med Kim Il-sung som landets statsminister.

## Koreakrigen
Efter mere end tusind år som et land blev Korea nu effektivt delt, selv om regeringerne på begge sider af grænsen mente, at situationen var uholdbar, og at Korea skulle genforenes, om det så måtte ske med militære midler. Militære styrker fra begge stater gennemførte flere blodige angreb i grænseområdet frem til 1950. Den 25. juni 1950 udbrød der fuld krig, da nordkoreanske styrker gik over den 38. breddegrad med fuld styrke. Borgerkrigen hærgede landet de næste tre år, før der blev underskrevet en våbenhvileaftale, som effektivt delte Korea i to. En demilitariseret zone med en bredde på 4 kilometer blev trukket langs frontlinjen.

### Genève-konferencen og NNSC
Som våbenhvileaftalen fastlagde, blev situationen taget op i Genève-konferencen i 1954. Den første del af konferencen (26. april – 15. juni) behandlede konflikten i Korea men intet gennembrud skete. Ingen af parterne ville give efter, og opdelingen i Sydkorea og Nordkorea langs den 38. breddegrad forblev som den var.
Våbenhvileaftalen etablerede den neutrale Neutral Nations Supervisory Commission (NNSC) for at overvåge våbenhvilen. Siden 1953 har medlemmer af den schweiziske og svenske hær været medlemmer af NNSC, som er stationeret nær Panmunjom.

## Grænsekonflikter
Efter delingen af Korea har der været utallige grænsekonflikter, infiltrationer og hændelser langs den koreanske grænse både på land og til søs. Selv om de fleste af disse skyldes nordkoreansk aktivitet, nægter Nordkorea at have ansvar for sådanne hændelser. Mellem 1954 og 1992 har 3.693 væbnede nordkoreanske infiltratører taget sig over grænsen og ind i Sydkorea. 20 % af hændelserne skete i 1967 og 1968.